# Bernwardskreuz

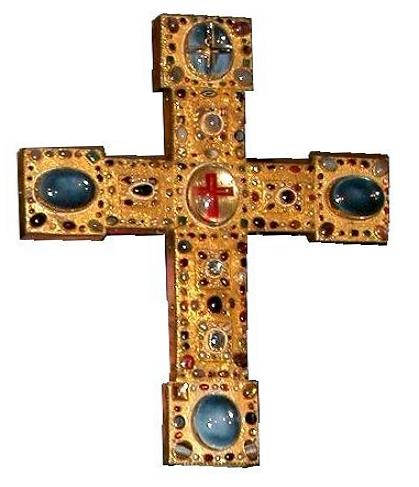
Das Große Bernwardskreuz

Die Bezeichnung Bernwardskreuz führen vor allem zwei im Dommuseum Hildesheim aufbewahrte Reliquienkreuze aus ottonischer Zeit:
Das Große Bernwardskreuz ist ein 48 cm hohes Prunkkreuz in der Grundform eines Lateinischen Kreuzes. Die Kreuzarme enden in überstehenden Rechtecken. Es ist in Gold gefasst und reich mit Edelsteinen, Perlen und Kristallen besetzt.

Benannt ist das Kreuz nach dem hl. Bernward, Bischof von Hildesheim 993–1022. Nach der Überlieferung hatte er von Otto III. Partikel des Kreuzes Christi als Geschenk erhalten und dafür in den Domwerkstätten ein kostbares Reliquiar anfertigen lassen. Dieses kann jedoch allenfalls eine Ur- oder Vorform des Bernwardskreuzes sein, das in seiner heutigen Gestalt um 1130/40 entstanden sein dürfte. In der Ikonographie ist es Bernwards Heiligenattribut.

Das Bernwardskreuz entstand als Ostensorium für die Kreuzpartikeln, die kostbarsten aller in Hildesheim verehrten Reliquien; sie sind unter dem zentralen großen Bergkristall kreuzförmig angeordnet. Sein ursprünglicher Platz war auf dem Kreuzaltar am östlichen Ende des Langschiffs von St. Michael. Dahinter stand die Christussäule, davor eine bronzebeschlagene Säule, deren Rumpf aus griechischem Marmor heute in der Magdalenenkirche steht.

Ab dem 14. Jahrhundert erscheint das Kreuz im Abtssiegel des Michaelsklosters. Nach der Aufhebung des Klosters kam es in die Magdalenenkirche, im 20. Jahrhundert dann in den Domschatz.
Kleiner, aber von nicht geringerer Bedeutung, vor allem für die Geschichte der mittelalterlichen Plastik, ist das kleine, silberne Bernwardskreuz, das ebenfalls in einer bernwardinischen Werkstatt geschaffen wurde. Es gilt „als ein in formaler und technischer Hinsicht vollendetes Hauptwerk aller frühen Gußkruzifixe“. Inschriften auf seiner Rückseite lassen keinen Zweifel daran, dass auch dieses – stilistisch dem ebenfalls bernwardinischen Ringelheimer Kreuz sowie dem Kölner Gerokreuz verwandte – Kruzifix als Reliquiar diente.